# Nephtys breogani
Nephtys breogani är en ringmaskart som beskrevs av Laborda och Vieitez 1984. Nephtys breogani ingår i släktet Nephtys och familjen Nephtyidae. Inga underarter finns listade i Catalogue of Life.